# Stockholms gröna kilar
Stockholms gröna kilar benämns de större naturområdena i Stockholms län som gränsar till tätorten Stockholm samt till några närliggande tätorter.
Expansionen av bebyggelse utanför Stockholms innerstad har främst skett utefter järnvägar och vägar, vilket lett till att mellan dessa uppkommit större obebyggda eller glest bebyggda områden. Dessa områden har ofta fått kilform och sträcker sig från närförorterna utåt mot den omgivande  landsbygden.  Behovet av fler bostäder utanför den redan fullt bebyggda innerstaden har sedan 1960-talet ställts emot behovet att behålla dessa gröna kilar för att ge goda rekreationsområden och bibehålla korridorer för biologisk spridning så långt in mot stadens centrum som möjligt. Debatten om dessa naturområden intensifierades mot slutet av 1900-talet, då även begreppet grön kil myntades. Till följd av debatten har sedan ett antal av grönområdena givits officiell fredad status genom att klassas som naturreservat. Klassningen som naturreservat innebär dock inte en för evigt helt fredad natur utan diskussionerna fortsätter både vid önskemål av större rekreationsanläggningar i naturreservaten som t.ex. ridskolor och vid önskemål av nya infrastruktursatsningar, t.ex. Förbifart Stockholm. 

## Definition enligtRUFS2010
| ” | Tätortsnära regional grönstruktur som är nära integrerad med bebyggelse och infrastrukturen kallas gröna kilar. De inre delarna av kilarna gränsar mot bebyggelsen och ansluter till den lokala grönstrukturen. Kilarnas yttre gränser följer ofta gränser för riksintressen för naturvård, kulturmiljö eller friluftsliv och de värden som dessa anger. De gröna kilarna består av kilområden och gröna värdekärnor. Värdekärnor är områden som innehåller flera av de ovan nämnda värdena. Kilområden binder samman värdekärnor i kilen. Ett kilområde bör vara minst 500 meter brett. Svaga avsnitt är partier i kilarna där särskild hänsyn eller åtgärder krävs för att stärka kilen som sammanhängande område. | „ |

## De tio gröna kilarna

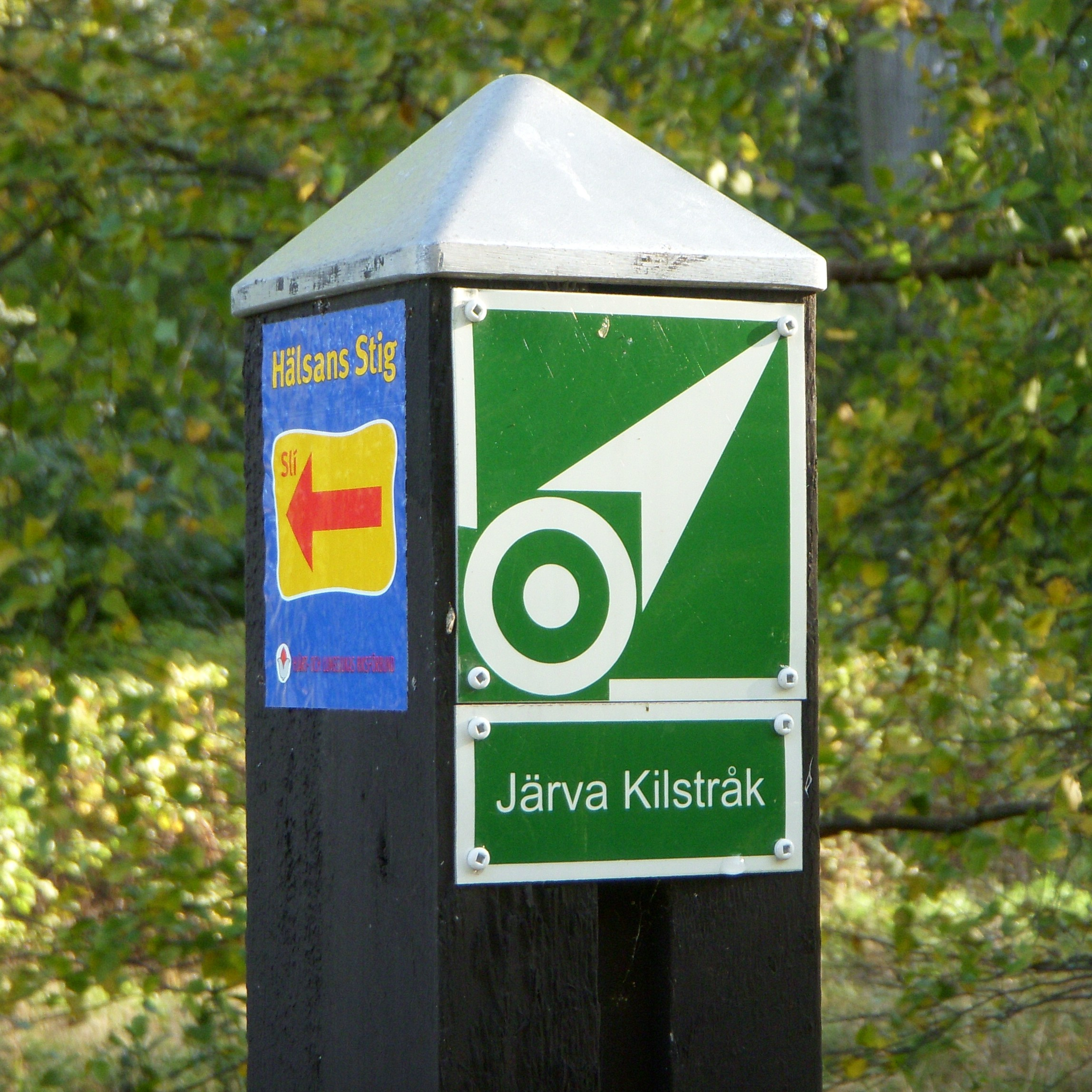
Markering för Järva kilstråk och Hälsans stig.

De tio gröna kilarna i Stockholms län är (börjar i norr och medurs):
1. Järvakilen med Järva kilstråk (utgår från Järfälla kommun)
2. Rösjökilen (utgår från Rösjön, Sollentuna kommun)
3. Angarkilen (utgår från Vallentuna kommun)
4. Bogesundskilen inklusive Lidingö (utgår från Bogesundslandet, Vaxholms kommun)
5. Nacka-Värmdökilen (utgår från Nacka / Värmdö)
6. Tyrestakilen (utgår från Haninge- och Tyresö kommuner)
7. Hanvedenkilen (utgår från Huddinge kommun)
8. Bornsjökilen (utgår från Bornsjön, Salems kommun)
9. Ekerökilen (utgår från Ekerö kommun)
10. Görvälskilen (utgår från Görvälns naturreservat, Järfälla kommun)

Järvakilen är den längsta av Stockholms tio gröna kilar och här pågår sedan 2008 projektet Järva kilstråk med markerade vandringsleder. Genom kilstrukturen får många människor tillgång till sammanhängande naturområden, vilket kan bidra till möjligheter till varierade upplevelser och till längre strövtåg i naturen. Stora sammanhängande grönområden skapar även förutsättningar för biologisk mångfald.

## Bilder

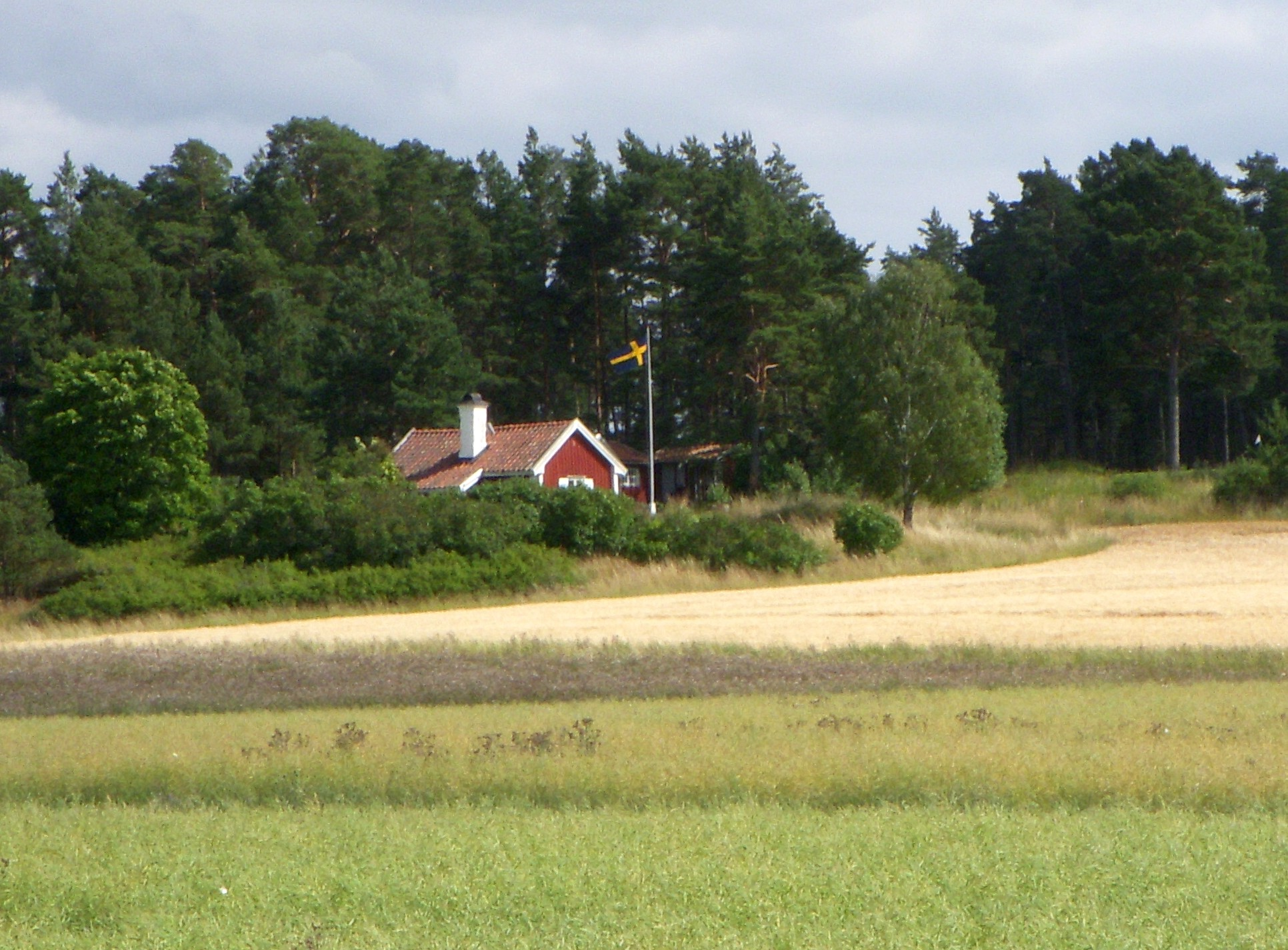
Lovön i "Ekerökilen"
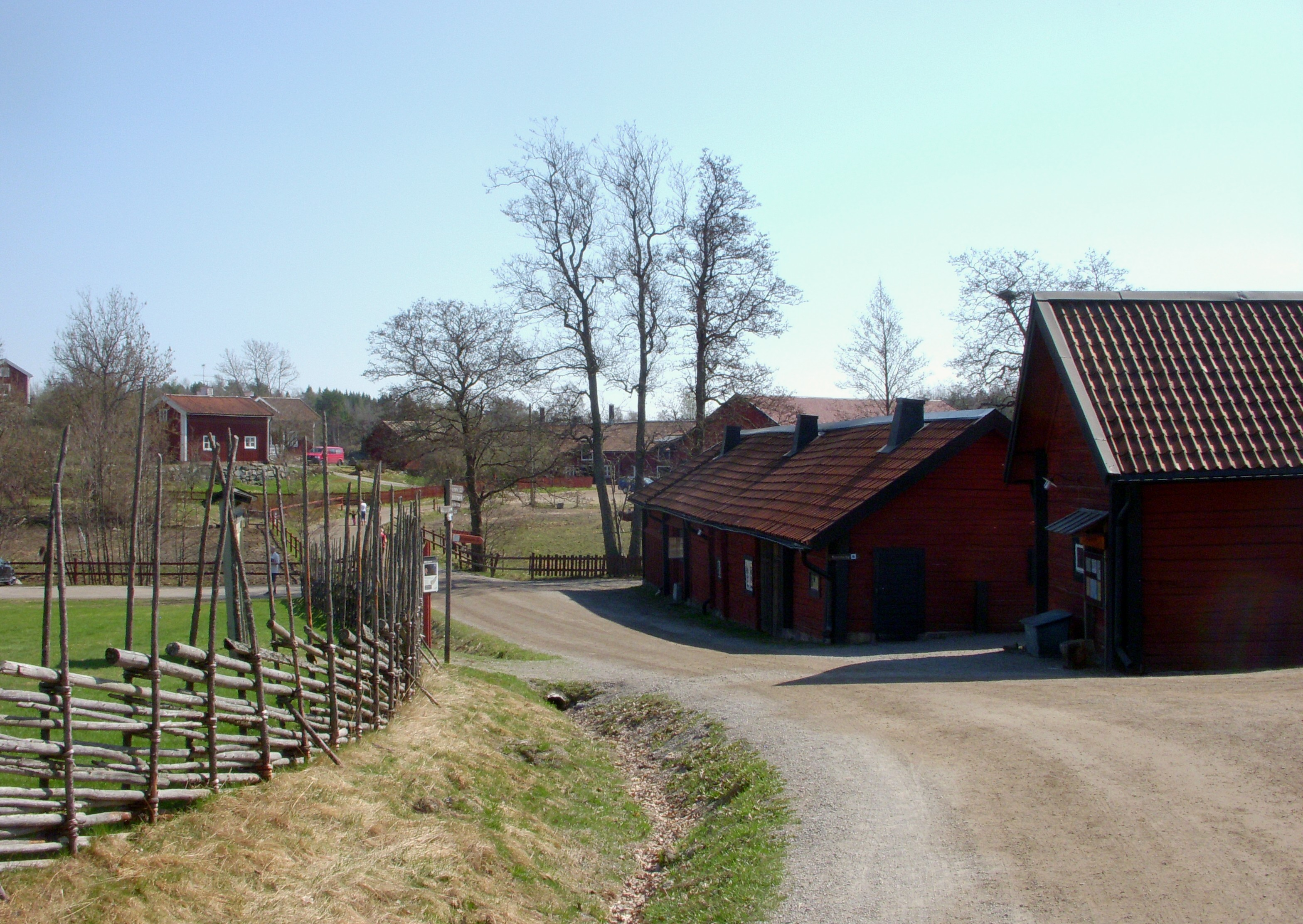
Tyresta by i "Tyrestakilen"
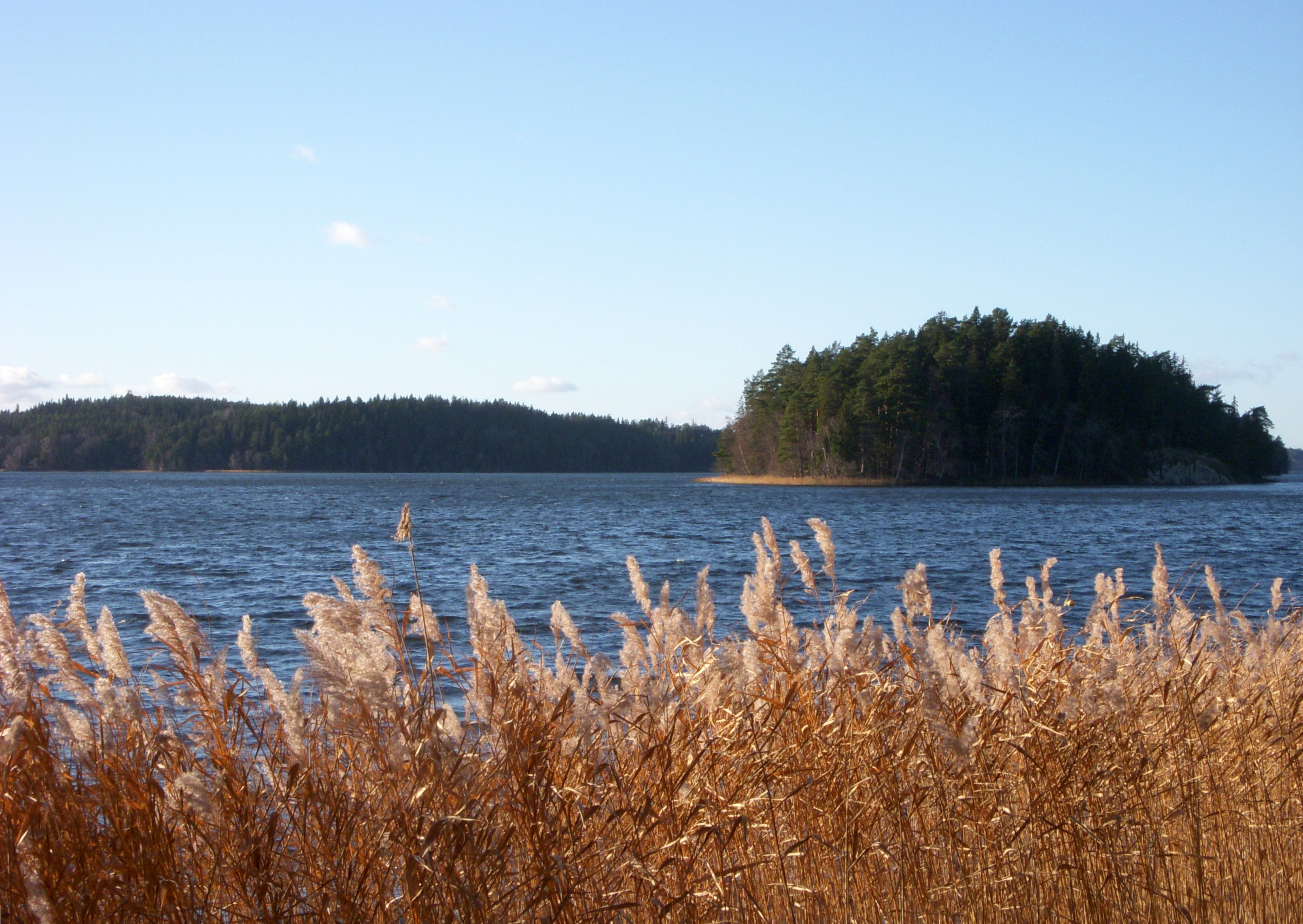
Bornsjön i "Bornsjökilen"
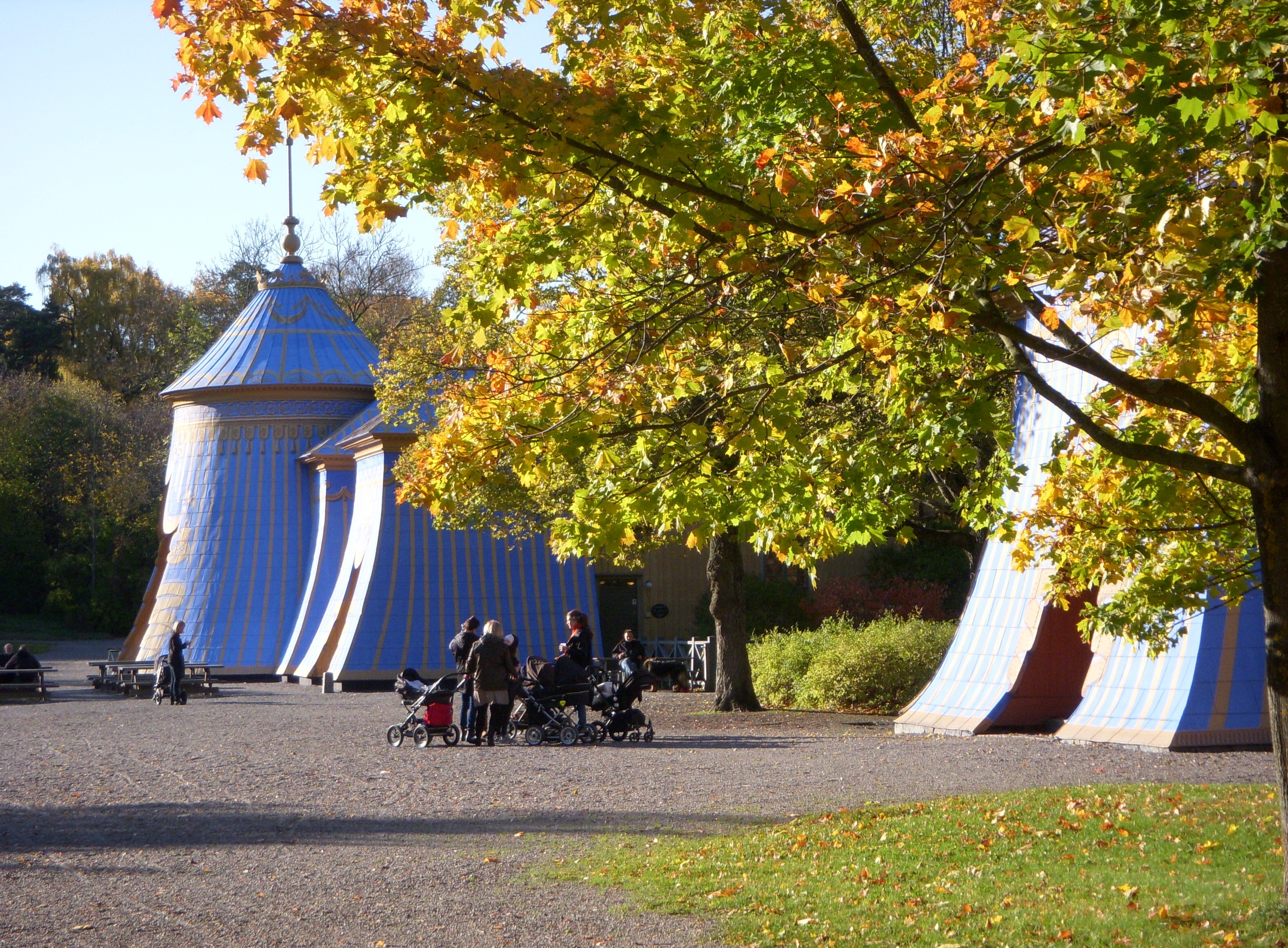
Hagaparken i "Järvakilen"